# UBE2G1
UBE2G1 (англ. Ubiquitin conjugating enzyme E2 G1) – білок, який кодується однойменним геном, розташованим у людей на короткому плечі 17-ї хромосоми. Довжина поліпептидного ланцюга білка становить 170 амінокислот, а молекулярна маса — 19 509.
| 10         |  | 20         |  | 30         |  | 40         |  | 50         |
| ---------- |  | ---------- |  | ---------- |  | ---------- |  | ---------- |
| MTELQSALLL |  | RRQLAELNKN |  | PVEGFSAGLI |  | DDNDLYRWEV |  | LIIGPPDTLY |
| EGGVFKAHLT |  | FPKDYPLRPP |  | KMKFITEIWH |  | PNVDKNGDVC |  | ISILHEPGED |
| KYGYEKPEER |  | WLPIHTVETI |  | MISVISMLAD |  | PNGDSPANVD |  | AAKEWREDRN |
| GEFKRKVARC |  | VRKSQETAFE |  |            |  |            |  |            |

A: Аланін

C: Цистеїн

D: Аспарагінова кислота

E: Глутамінова кислота

F: Фенілаланін

G: Гліцин

H: Гістидин

I: Ізолейцин

K: Лізин

L: Лейцин

M: Метіонін

N: Аспарагін

P: Пролін

Q: Глутамін

R: Аргінін

S: Серин

T: Треонін

V: Валін

W: Триптофан

Кодований геном білок за функцією належить до трансфераз. 
Задіяний у таких біологічних процесах, як убіквітинування білків, ацетилювання. 
Білок має сайт для зв'язування з АТФ, нуклеотидами. 